# Mark (geld)
Mark was sinds de middeleeuwen de naam voor diverse munteenheden, die allemaal waren afgeleid van de Germaanse gewichtseenheid mark.
Deze eenheid verdrong in het Germaanse taalgebied vanaf de 11e eeuw het pond als gewichtseenheid voor muntgeld dat vervaardigd was uit edelmetaal. Traditioneel kwam een mark ongeveer overeen met een half pond en was deze onderverdeeld in acht ons of 16 lood. Regionaal verschilde het gewicht van een marca tussen 196 en 280 gram.

## Middeleeuwen
In 1386 werd tussen de keurvorsten van Trier, Keulen, Mainz en de Palts een muntverband gesloten, waarna de Rijnlandse gulden geslagen werd, naar het voorbeeld van de gouden florijn. Van deze gulden gingen 66 in een Keulse mark.
Nadat aan het begin van de zestiende eeuw in Midden-Europa zilvermijnen werden geopend begon men op grote schaal met het aanmunten van zilveren munten. Deze munten met namen als daalder of taler, gulden en dukaat hadden een zodanig gewicht dat zij met de Keulse mark konden worden vergeleken om zo door heel Europa verhandeld te kunnen worden.
In 1524 werd de Keulse mark als basis vastgelegd voor het muntgeld van het Heilige Roomse Rijk. De waarde van elke uit edelmetaal in het rijk geslagen munt kon zo worden herleid naar de Keulse mark. Het hebben van een gelijke munteenheid vergemakkelijkte de handel en Hanzesteden profiteerden hiervan. Ook na het uiteenvallen van het Heilige Roomse Rijk behielden diverse landen een munteenheid met de naam Mark. De Keulse mark bleef lang in gebruik als standaard. In 1838 werd het gewicht van een Keulse mark in het decimale stelsel gesteld op 233,856 gram.

## Duitsland vanaf 1871
In 1871 werd in Duitsland de mark als munteenheid ingevoerd. Deze hield tot het uitbreken van de Eerste Wereldoorlog in 1914 stand. Sindsdien werd de mark opgevolgd door verschillende valuta, allemaal met een van de mark afgeleide naam. Hieraan kwam een einde met de invoering van de euro in 1999.
Bij de oprichting van Bosnië en Herzegovina in 1995 werd de waarde van de Bosnische inwisselbare mark aan de Duitse mark gerelateerd. Bij de overgang naar de Euro werd de waarde aan de Euro gerelateerd.

## Overzicht van valuta die is gerelateerd aan de Mark
- Mark (1871), de officiële naam van de munteenheid van 1871 tot 1924 in het Duitse Rijk
- Goudmark, de officieuze naam van de door goud gedekte munteenheid van 1871 tot 1924 in het Duitse Rijk (vanaf 1919 in de engste zin van het woord uitsluitend de gouden munten)
- Papiermark, de officieuze naam van niet gedekte munteenheid van 1914 tot 1924 in het Duitse Rijk
- Rentenmark, de naam van de rekeneenheid van 1923 tot 1924 in het Duitse Rijk
- Reichsmark, de naam van de munteenheid van 1924 tot 1948 in het Duitse Rijk
- Oost-Duitse mark, de naam van de munteenheid van de DDR
- Duitse mark, de naam van de munteenheid van de Bondsrepubliek Duitsland van 1948 tot de invoering van de euro
- Finse mark, de naam van de munteenheid van Finland vóór de invoering van de euro
- Bosnische inwisselbare mark, de naam van de huidige munteenheid van Bosnië en Herzegovina